# جبل إيدا (تركيا)
جبل إيدا (بالتركية: Kazdağı) هو جبل يقع في شمال غرب تركيا، على بعد 32 كم من أطلال طروادة، على طول الساحل الشمالي لخليج ادرميت. ويقع الجبل بين محافظة جاناكالي ومحافظة باليكسير، واسم إيدا هو الاسم الأقدم للجبل من بين تسميات مختلفة.

## الجغرافيا
جبل إيدا عبارة عن كتلة صخرية تبلغ مساحتها 700 كم{\displaystyle ^{2}}، وفيها كثافة سكانية قليلة نسبياً، ويقع شمال مدينة إدرميت. يتوزع السكان على هذا الجبل في قرى صغيرة، ترتبط فيما بينها بممرات على جبل إيدا. وتتعدد الأودية والمسارات المائية على الجبل، وتصب جميع الممرات المائية في الجنوب حيث خليج ادرميت، وفي تلك المنطقة الساحلية تكون وعورة الجبل عالية وتسمى «ريفييرا الزيتون». ورغم ذلك إلا أن نهر كارامينديريس يتدفق باتجاه معاكس نحو الغرب من الجبل. ويعرف الوادي الكبير أسفل جبل إيدا بوادي طروادة، وهي تسمية منتشرة عالمياً وغير منتشرة محلياً. يخضع 2.4 كم{\displaystyle ^{2}} من مساحة الجبل للحماية بواسطة حديقة جبل كاز الوطنية، والتي تم انشائها سنة 1993.